# SB 35d sorozat
Az SB 35d sorozat  egy szerkocsisgőzmozdony-sorozat volt a Déli Vasútnál, amely egy magán vasúttársaság volt az Osztrák–Magyar Monarchiában.
Az SB 35a, SB 35b és SB 35c sorozatok jól beváltak, ezért az SB további hasonló mozdonyt akart beszerezni. Louis Adolf Gölsdorfs irányítása alatt további 21 mozdonyt rendeltek a Bécsújhelyi Mozdonygyártól, melyeket 1883 és 1897 között szállítottak. Ezek annyiban különböztek a többi 35 sorozattól, hogy waakumfék volt rajtuk a fülketetőre szerelt hangtompítóval, valamint a kazánon elhelyeztek egy homokdómot is. Néhány mozdonyon un. hegyi wakumfék volt, ezeken azonban nem volt hangtompító a mozdonysátor tetején.
1924 után valamennyi mozdony Olaszországba került, ahol az FS 423 sorozatba lettek besorolva.

## Fordítás
- Ez a szócikk részben vagy egészben  a   SB 35d című német Wikipédia-szócikk fordításán alapul.  Az eredeti cikk szerkesztőit annak laptörténete sorolja fel. Ez a jelzés csupán a megfogalmazás eredetét és a szerzői jogokat jelzi, nem szolgál a cikkben szereplő információk forrásmegjelöléseként.-Az eredeti szócikk forrásai szintén ott találhatóak.

## Külső hivatkozások
- A típus története számokban